# Collaltovská hrobka (Nové Sady)
Collaltovská hrobka neboli hrobka Collaltů je prázdné pohřebiště knížecího rodu Collaltů a San Salvatore v Nových Sadech, části obce Písečné v okrese Jindřichův Hradec. Empírová hrobka, která byla po roce 1822 přistavěna k renesanční osmiboké zvonici, se nachází na hřbitově poblíž kostela sv. Oldřicha. V hrobce se pohřbívalo v letech 1827–1886. V roce 1994 byly ostatky pochovaných převezeny do Itálie. Objekt je v majetku obce Písečné a je památkově chráněný.

## Historie
Panství Písečné se zámkem a se Slavětínem koupil v roce 1768 Tomáš Vinciguerra Collalto (1710–1768). Jeho bratrem Františkem II. (1714–1780) vymřela v roce 1780 antoniovská rodová linie a majetek přešel na mladší nikolovskou linii, konkrétně na Antonína Oktaviána I. (1719–1793). Collaltové vlastnili velkostatek a zámek Písečné do roku 1926, kdy jim byl tento majetek vyvlastněn pozemkovou reformou. O ostatní majetek v Československu (Brtnice, Uherčice) přišli v roce 1945 na základě Benešových dekretů.
Renesanční polygonální věž byla postavena pravděpodobně v roce 1600, kdy byl přestavován severně stojící kostel sv. Oldřicha a kdy Nové Sady vlastnili Krokvicarové z Nové Vsi.
Hrobku nechal vystavět Eduard III. Collalto a San Salvatore (1748–1833) po roce 1822, kdy byl povýšen do knížecího stavu. V roce 1823 byla podána žádost na brněnské biskupství o její vysvěcení. Architekt není známý, mohlo se však jednat o Antonína Duntlera. Stavbu pravděpodobně realizoval zednický mistr Leopold Komenda. Nebožtíci byli pohřbíváni pouze do dřevěných rakví. Po sto letech existence hrobky nebyl její stav uspokojivý, proto se kníže Emanuel (1854–1924) nechal pohřbít ve Vídni. V důsledku nikoliv ideálních klimatických podmínek byly rakve ve 20. letech 20. století rozpadlé.
V roce 1994 nechal poslední mužský příslušník rodu Manfred VIII. Collalto et San Salvatore (1932–2004) převézt ostatky svých předků do Itálie.
V roce 2020 byl opraven krov a vyměněna střešní krytina věže.

## Architektura a výzdoba

### Zvonice
Zděnou osmibokou vysokou věž, která je zakončena jehlancovou oplechovanou střechou, zdobí nárožní obdélníky. Hlavní římsa je je formována do tvaru fabionu. V přízemí jsou dveře na severní straně a dvě okna s lomeným obloukem a dřevěným novogotickým členěním. V horním podlaží jsou čtyři okna, která jsou půlkruhově zakončena a která jsou zvýrazněna hlavním klenákem a šambránou. Okna jsou opatřena žaluziovými okenicemi. Dále jsou tam malá okna, která vedou  na schodiště hrobky, která byla zakomponována do nejnižší části věže. Přízemí věže je zaklenutou klášterní klenbou s lunetami ob jednu kápi. Za věží bývalo litinové zábradlí, které ohrazovalo prostor nad samotnou hrobkou.

### Hrobka
K věži na východní straně přiléhá obdélná empírová kaple nad rodinnou knížecí hrobkou. Nadzemní část je obdélná a je zakryta plochou sedlovou oplechovanou střechou. Průčelí je završeno trojúhelným štítem. Uprostřed tympanonu je plastický latinský nápis SEPULCHRUM COLLALTORUM. Kladí před ním nesou dvojice představených toskánských sloupů na společném soklu, kterým na vlastní stěně odpovídají dvojice pilastrů, jaké se opakují i na bocích. Uprostřed východní stěny je mezi pilastry prolomen vstupní portál s půlkruhovým zakončením a profilovaným ostění. Dřevěné dveře jsou dvoukřídlé, každá strana je rozčleněna na čtyři pole. Uprostřed největšího pole jsou reliéfní hlavičky orámované kruhovým medailonem. Vlevo od vchodu je na stěně německý nápis IM / HERRN / ENTSCHLAFEST / DU a vpravo IM / HERRN / ERWACHEST / DU. Nad nápisy jsou plasticky vyvedeny collaltovské čtvrcené černo-bílé erby s korunou a pláštěm.

### Interiér hrobky
Vnitřek se skládá ze čtyř částí – dvou schodišť a dvou místností. Za vstupním portálem je do podzemí vedoucí schodiště, které je sklenuto valenou klenbou. Pod samotnou zvonicí je místnost, která je také valeně klenutá. V této místnosti se nacházejí čtyři velké plasticky členěné mramorové urny s poklicemi, kde byly uloženy kosterní ostatky. Některé jsou popsány na cedulce připevněné na stěnu (Anton Fürst Collalto / † 23. November 1854 vzadu vpravo,  Eduard Fürst Collalto / † 5. Februar 1833 vzadu vlevo). Následuje schodiště o několika stupních a za ním nejníže položená prostora se segmentovou cihelnou valenou klenbou. V čelní stěně této místnosti jsou hluboké výklenky pro rakve. Dvě řady nad sebou po třech kójích tvoří celkovou úložní kapacitu šest nebožtíků.

## Seznam pohřbených
V hrobce bylo pohřbeno devět rodinných příslušníků, z nich dvě děti. Další příslušníci rodu byli pohřbeni v Itálii na zámku San Salvatore nebo například ve Vídni. Pátý kníže Manfred (1870–1940) zemřel v neklidné době druhé světové války a byl pohřben na hřbitově ve Vratěníně. V padesátých letech 20. století byly však jeho ostatky převezeny do Itálie.

### Chronologicky podle data úmrtí
V tabulce jsou uvedeny základní informace o pohřbených. Fialově jsou vyznačeni příslušníci rodu Collalto a San Salvatore, žlutě jsou vyznačeny manželky přivdané do rodiny. Červeně jsou zvýrazněna knížata. Šlechtický rod Collaltů z Lombardska se připomíná už v 10. století, zde jsou však generace počítány teprve od Eduarda II. Collalta (1682–1749). Rambald XIII., zvaný Veliký (1573–1630) byl v roce 1610 povýšen do stavu říšských hrabat, v roce 1622 (nebo 1623) zakoupil panství Brtnice a svou poslední vůlí založil v roce 1630 moravský rodový fideikomis. Moravská větev byla osobou Eduarda III. (1748–1833) v roce 1822 povýšena do knížecího stavu, zatímco italská a dolnorakouská větev zůstala ve stavu hraběcím. U manželek je generace v závorce a týká se generace manžela. Děti jsou vypsány v poznámce u matky.
| Po-řadí | Gene-race | Jméno pohřbeného                              | Datum a místo narození       | Otec                                                                                 | Datum a místo sňatku, choť                                             | Pohřeb a uložení do hrobky                             | Poznámky |
| Po-řadí | Gene-race | Jméno pohřbeného                              | Datum a místo úmrtí          | Matka                                                                                | Datum a místo sňatku, choť                                             | Pohřeb a uložení do hrobky                             | Poznámky |
| ------- | --------- | --------------------------------------------- | ---------------------------- | ------------------------------------------------------------------------------------ | ---------------------------------------------------------------------- | ------------------------------------------------------ | --- |
| 1.      | 3.        | Cecilie z Gradeniga                           | 12. 2. 1762 Benátky          |                                                                                      | 27. 10. 1782: Eduard III. Collalto a San Salvatore (č. 2)              | Pohřbena 1. 2. 1827 v knížecí hrobce v Nových Sadech.  | Dáma Řádu hvězdového kříže a palácová dáma. Zemřela ve věku 64 let na ztvrdnutí jater. Narodily se jí následující děti: - 1. Antonín Oktavián II. (1784–1854; č. 5) - 2. Jan (1789–1860; č. 6) |
| 1.      | 3.        | Cecilie z Gradeniga                           | 24. 1. 1827 Vídeň            |                                                                                      | 27. 10. 1782: Eduard III. Collalto a San Salvatore (č. 2)              | Pohřbena 1. 2. 1827 v knížecí hrobce v Nových Sadech.  | Dáma Řádu hvězdového kříže a palácová dáma. Zemřela ve věku 64 let na ztvrdnutí jater. Narodily se jí následující děti: - 1. Antonín Oktavián II. (1784–1854; č. 5) - 2. Jan (1789–1860; č. 6) |
| 2.      | 3.        | Eduard III. Collalto a San Salvatore          | 28. 4. 1748                  | Antonín Oktavián I. Collalto a San Salvatore 26. 5. 1719 Roncade – 29. 1. 1793 Vídeň | 27. 10. 1782: Cecilie z Gradeniga (č. 1)                               | Pohřben 9. 2. 1833 v knížecí hrobce.                   | 1. kníže Collalto a San Salvatore (1822–1833), zakladatel hrobky. C. k. komoří a tajný rada, držitel velkokříže bavorského Řádu sv. Jiří, komandér dánského řádu Dannebrog, rytíř Maltézského řádu. Majitel panství Brtnice, Černá, Německý Rudolec, Uherčice a Písečné. Zemřel jako 84letý na sešlost věkem a ochrnutí plic.                                                                                          |
| 2.      | 3.        | Eduard III. Collalto a San Salvatore          | 5. 2. 1833 Brtnice           | Laura Nani dalla Banola                                                              | 27. 10. 1782: Cecilie z Gradeniga (č. 1)                               | Pohřben 9. 2. 1833 v knížecí hrobce.                   | 1. kníže Collalto a San Salvatore (1822–1833), zakladatel hrobky. C. k. komoří a tajný rada, držitel velkokříže bavorského Řádu sv. Jiří, komandér dánského řádu Dannebrog, rytíř Maltézského řádu. Majitel panství Brtnice, Černá, Německý Rudolec, Uherčice a Písečné. Zemřel jako 84letý na sešlost věkem a ochrnutí plic.                                                                                          |
| 3.      | 6.        | Rambald Antonín Collalto a San Salvatore      | 14. 8. 1840 Uherčice         | Eduard IV. Collalto a San Salvatore (č. 7)                                           |                                                                        | Pohřben 4. 10. 1840 v knížecí hrobce.                  | Zemřel ve věku 6 týdnů na psotník. |
| 3.      | 6.        | Rambald Antonín Collalto a San Salvatore      | 1. 10. 1840 Brtnice          | Karolína Apponyiová z Nagy Appony (č. 9)                                             |                                                                        | Pohřben 4. 10. 1840 v knížecí hrobce.                  | Zemřel ve věku 6 týdnů na psotník. |
| 4.      | 6.        | Marie Karolína Collalto a San Salvatore       | 3. 10. 1835                  | Eduard IV. Collalto a San Salvatore (č. 7)                                           |                                                                        | Pohřbena 18. 8. 1842 v knížecí hrobce.                 | Zemřela ve věku 6 let na vyčerpávající horečku následkem zrychleného (doslova ukvapeného) růstu. |
| 4.      | 6.        | Marie Karolína Collalto a San Salvatore       | 15. 8. 1842 Brtnice          | Karolína Apponyiová z Nagy Appony (č. 9)                                             |                                                                        | Pohřbena 18. 8. 1842 v knížecí hrobce.                 | Zemřela ve věku 6 let na vyčerpávající horečku následkem zrychleného (doslova ukvapeného) růstu. |
| 5.      | 4.        | Antonín Oktavián II. Collalto a San Salvatore | 6. (nebo 5.) 8. 1784 Benátky | Eduard III. Collalto a San Salvatore (č. 2)                                          | 7. 1. 1810 Vídeň: Karolína Apponyiová z Nagy-Appony (č. 8)             | Vykropen 25. 11. 1854. Pohřben 27. 11.                 | 2. kníže Collalto a San Salvatore (1833–1854). Majitel fideikomisu Brtnice (správu převzal ještě za života otce, 1825–1845, správu předal synovi po prodělané mrtvici). Zemřel ve věku 70 let na ochrnutí plic. |
| 5.      | 4.        | Antonín Oktavián II. Collalto a San Salvatore | 23. 11. 1854 Brtnice         | Cecilie z Gradeniga (č. 1)                                                           | 7. 1. 1810 Vídeň: Karolína Apponyiová z Nagy-Appony (č. 8)             | Vykropen 25. 11. 1854. Pohřben 27. 11.                 | 2. kníže Collalto a San Salvatore (1833–1854). Majitel fideikomisu Brtnice (správu převzal ještě za života otce, 1825–1845, správu předal synovi po prodělané mrtvici). Zemřel ve věku 70 let na ochrnutí plic. |
| 6.      | 4.        | Jan Collalto a San Salvatore                  | 27. 9. 1789                  | Eduard III. Collalto a San Salvatore (č. 2)                                          |                                                                        | Vykropen 1. 12. 1860. Pohřben 3. 12. v rodinné hrobce. | C. k. komoří, komtur bavorského Řádu sv. Jiří, rytíř Maltézského řádu. Majitel opatství v italské Nervese a rakouského statku Braunsdorf u Holabrunnu. Zemřel jako 71letý na sešlost věkem. |
| 6.      | 4.        | Jan Collalto a San Salvatore                  | 28. 11. 1860 Brtnice         | Cecilie z Gradeniga (č. 1)                                                           |                                                                        | Vykropen 1. 12. 1860. Pohřben 3. 12. v rodinné hrobce. | C. k. komoří, komtur bavorského Řádu sv. Jiří, rytíř Maltézského řádu. Majitel opatství v italské Nervese a rakouského statku Braunsdorf u Holabrunnu. Zemřel jako 71letý na sešlost věkem. |
| 7.      | 5.        | Eduard IV. Collalto a San Salvatore           | 17. 10. 1810 Vídeň           | Antonín Oktavián II. Collalto a San Salvatore (č. 5)                                 | 4. 11. 1834 Vídeň: Karolína Apponyiová z Nagy-Appony (č. 9)            |                                                        | 3. kníže Collalto a San Salvatore (1854–1862). C. k. komoří, nadporučík (1831) ve výslužbě. Dědičný člen Panské sněmovny rakouské Říšské rady (1861–1862). Majitel fideikomisu Brtnice (ještě za života otce, 1845–1862). Zemřel ve věku 51 let. Služka ze zámku Černá Františka Flesar mu porodila nemanželského syna: - Maurizio Flesar-Collalto (* 1859)                                                            |
| 7.      | 5.        | Eduard IV. Collalto a San Salvatore           | 24. 3. 1862 Brtnice          | Karolína Apponyiová z Nagy Appony (č. 8)                                             | 4. 11. 1834 Vídeň: Karolína Apponyiová z Nagy-Appony (č. 9)            |                                                        | 3. kníže Collalto a San Salvatore (1854–1862). C. k. komoří, nadporučík (1831) ve výslužbě. Dědičný člen Panské sněmovny rakouské Říšské rady (1861–1862). Majitel fideikomisu Brtnice (ještě za života otce, 1845–1862). Zemřel ve věku 51 let. Služka ze zámku Černá Františka Flesar mu porodila nemanželského syna: - Maurizio Flesar-Collalto (* 1859)                                                            |
| 8.      | (4.)      | Karolína starší Apponyiová z Nagy-Appony      | 31. 8. 1789 Vídeň            | Antonín Jiří Apponyi z Nagy-Appony 4. 12. 1755 Prešpurk – 17. 3. 1817 Vídeň          | 7. 1. 1810 Vídeň: Antonín Oktavián II. Collalto a San Salvatore (č. 5) | Pohřbena 23. 4. 1872.                                  | Zemřela ve věku 82 let. Narodily se jí následující děti: - 1. Eduard IV. (1810–1862; č. 7), 3. kníže, dědic moravských statků - 2. Cecílie Karolína Juliána, provd. Piatti (1812–1890) - 3. Alfons Josef Antonín (1814–1890), dědic italských statků, jeho mladší linie vlastnila dolnorakouský statek Staatz - 4. Karolína Marie Anna, provd. z Solms-Hohensolms-Lichu (1818–1855) - 5. Evžen Imanuel Jan (1822–1823) |
| 8.      | (4.)      | Karolína starší Apponyiová z Nagy-Appony      | 20. 4. 1872 Vídeň            | Karolína z Lodron-Laterana 25. 4. 1756 Klagenfurt – 29. 5. 1825                      | 7. 1. 1810 Vídeň: Antonín Oktavián II. Collalto a San Salvatore (č. 5) | Pohřbena 23. 4. 1872.                                  | Zemřela ve věku 82 let. Narodily se jí následující děti: - 1. Eduard IV. (1810–1862; č. 7), 3. kníže, dědic moravských statků - 2. Cecílie Karolína Juliána, provd. Piatti (1812–1890) - 3. Alfons Josef Antonín (1814–1890), dědic italských statků, jeho mladší linie vlastnila dolnorakouský statek Staatz - 4. Karolína Marie Anna, provd. z Solms-Hohensolms-Lichu (1818–1855) - 5. Evžen Imanuel Jan (1822–1823) |
| 9.      | (5.)      | Karolína mladší Apponyiová z Nagy-Appony      | 18. 6. 1814 Vídeň            | Josef Apponyi z Nagy-Appony 20. 9. 1784 – 11. 3. 1863                                | 4. 11. 1834 Vídeň: Eduard IV. Collalto a San Salvatore (č. 7)          |                                                        | Dáma Řádu hvězdového kříže (1846). Její manžel byl zároveň bratranec. Zemřela ve věku 71 let na krvácení do mozku. Narodily se jí následující děti: - 1. Marie Karolína (1835–1842; č. 4) - 2. Juliana Eleonora Theresia, provd. Wilderich von Walderdorff (1838–1922) - 3. Rambald Antonín (*/† 1840; č. 3) - 4. Emanuel (zvaný Mani; 1854–1924; pohřben na hřbitově ve Vídni-Hietzingu); 4. kníže                    |
| 9.      | (5.)      | Karolína mladší Apponyiová z Nagy-Appony      | 23. 6. 1886 Heiligenstadt    | Tereza Pejácsevichová de Verőcze 11. 2. 1799 – 25. 2. 1877 Vídeň                     | 4. 11. 1834 Vídeň: Eduard IV. Collalto a San Salvatore (č. 7)          |                                                        | Dáma Řádu hvězdového kříže (1846). Její manžel byl zároveň bratranec. Zemřela ve věku 71 let na krvácení do mozku. Narodily se jí následující děti: - 1. Marie Karolína (1835–1842; č. 4) - 2. Juliana Eleonora Theresia, provd. Wilderich von Walderdorff (1838–1922) - 3. Rambald Antonín (*/† 1840; č. 3) - 4. Emanuel (zvaný Mani; 1854–1924; pohřben na hřbitově ve Vídni-Hietzingu); 4. kníže                    |

### Příbuzenské vztahy pohřbených
Následující schéma znázorňuje příbuzenské vztahy. Červeně orámovaní byli pohřbeni v hrobce, modře je vyznačen 4. kníže Emanuel (1854–1924), zeleně 5. kníže Manfred (1870–1940), oranžově 6. kníže Octavian (1906–1973) a hnědě 7. a zároveň poslední kníže Manfred (1932–2004), jímž rod vymřel po meči. Tučně jsou vyznačena knížata. Arabské číslice odpovídají pořadí pohřbení v kapli podle předchozí tabulky. Římské číslice představují pořadí manžela nebo manželky, pokud někdo vstoupil do manželství více než jednou. Vzhledem k účelu schématu se nejedná o kompletní rodokmen Collaltů. V rodokmenu se uvádí forma jména Collalto e San Salvatore s italskou předložkou e.
|                                                       |                                                       |                                                       |                                                       |                                                                      |                                                                      |                                                                      |                                                                      | Antonín Oktavián I. Collalto e San Salvatore 1719–1745               | Antonín Oktavián I. Collalto e San Salvatore 1719–1745               | Antonín Oktavián I. Collalto e San Salvatore 1719–1745      | Antonín Oktavián I. Collalto e San Salvatore 1719–1745      | Antonín Oktavián I. Collalto e San Salvatore 1719–1745      | Antonín Oktavián I. Collalto e San Salvatore 1719–1745      |                                                       |                                                       | Laura Nani dalla Banola                                | Laura Nani dalla Banola                                | Laura Nani dalla Banola                                | Laura Nani dalla Banola                                | Laura Nani dalla Banola                                | Laura Nani dalla Banola                                |                                                        |                                                        |                                                        |                                                        |                                                      |                                                      |                                                      |                                                      |                                           |                                           |                                                            |                                                            |                                                            |                                                            |                                                            |                                                            |                                                           |                                                           |                                                           |                                                           |                                               |                                               |                                                       |                                                       |                                                       |                                                       |                                                           |                                                           |                                                           |                                                           |                                                           |                                                           |                                                          |                                                          |                                                          |                                                          |                                                        |                                                        |                                                        |                                                        |                         |                         |                                                           |                                                           |                                                           |                                                           |                                                           |                                                           |  |  |                                   |                                   |                                   |                                   |                                   |                                   |  |  |
|                                                       |                                                       |                                                       |                                                       |                                                                      |                                                                      |                                                                      |                                                                      | Antonín Oktavián I. Collalto e San Salvatore 1719–1745               | Antonín Oktavián I. Collalto e San Salvatore 1719–1745               | Antonín Oktavián I. Collalto e San Salvatore 1719–1745      | Antonín Oktavián I. Collalto e San Salvatore 1719–1745      | Antonín Oktavián I. Collalto e San Salvatore 1719–1745      | Antonín Oktavián I. Collalto e San Salvatore 1719–1745      |                                                       |                                                       | Laura Nani dalla Banola                                | Laura Nani dalla Banola                                | Laura Nani dalla Banola                                | Laura Nani dalla Banola                                | Laura Nani dalla Banola                                | Laura Nani dalla Banola                                |                                                        |                                                        |                                                        |                                                        |                                                      |                                                      |                                                      |                                                      |                                           |                                           |                                                            |                                                            |                                                            |                                                            |                                                            |                                                            |                                                           |                                                           |                                                           |                                                           |                                               |                                               |                                                       |                                                       |                                                       |                                                       |                                                           |                                                           |                                                           |                                                           |                                                           |                                                           |                                                          |                                                          |                                                          |                                                          |                                                        |                                                        |                                                        |                                                        |                         |                         |                                                           |                                                           |                                                           |                                                           |                                                           |                                                           |  |  |                                   |                                   |                                   |                                   |                                   |                                   |  |  |
|                                                       |                                                       |                                                       |                                                       |                                                                      |                                                                      |                                                                      |                                                                      |                                                                      |                                                                      |                                                             |                                                             |                                                             |                                                             |                                                       |                                                       |                                                        |                                                        |                                                        |                                                        |                                                        |                                                        |                                                        |                                                        |                                                        |                                                        |                                                      |                                                      |                                                      |                                                      |                                           |                                           |                                                            |                                                            |                                                            |                                                            |                                                            |                                                            |                                                           |                                                           |                                                           |                                                           |                                               |                                               |                                                       |                                                       |                                                       |                                                       |                                                           |                                                           |                                                           |                                                           |                                                           |                                                           |                                                          |                                                          |                                                          |                                                          |                                                        |                                                        |                                                        |                                                        |                         |                         |                                                           |                                                           |                                                           |                                                           |                                                           |                                                           |  |  |                                   |                                   |                                   |                                   |                                   |                                   |  |  |
|                                                       |                                                       |                                                       |                                                       |                                                                      |                                                                      |                                                                      |                                                                      |                                                                      |                                                                      |                                                             |                                                             |                                                             |                                                             |                                                       |                                                       |                                                        |                                                        |                                                        |                                                        |                                                        |                                                        |                                                        |                                                        |                                                        |                                                        |                                                      |                                                      |                                                      |                                                      |                                           |                                           |                                                            |                                                            |                                                            |                                                            |                                                            |                                                            |                                                           |                                                           |                                                           |                                                           |                                               |                                               |                                                       |                                                       |                                                       |                                                       |                                                           |                                                           |                                                           |                                                           |                                                           |                                                           |                                                          |                                                          |                                                          |                                                          |                                                        |                                                        |                                                        |                                                        |                         |                         |                                                           |                                                           |                                                           |                                                           |                                                           |                                                           |  |  |                                   |                                   |                                   |                                   |                                   |                                   |  |  |
| 1. Cecilie z Gradeniga 1762–1827                      | 1. Cecilie z Gradeniga 1762–1827                      | 1. Cecilie z Gradeniga 1762–1827                      | 1. Cecilie z Gradeniga 1762–1827                      | 1. Cecilie z Gradeniga 1762–1827                                     | 1. Cecilie z Gradeniga 1762–1827                                     |                                                                      |                                                                      | 2. Eduard III. Collalto e San Salvatore, 1. kníže 1748–1833          | 2. Eduard III. Collalto e San Salvatore, 1. kníže 1748–1833          | 2. Eduard III. Collalto e San Salvatore, 1. kníže 1748–1833 | 2. Eduard III. Collalto e San Salvatore, 1. kníže 1748–1833 | 2. Eduard III. Collalto e San Salvatore, 1. kníže 1748–1833 | 2. Eduard III. Collalto e San Salvatore, 1. kníže 1748–1833 |                                                       |                                                       |                                                        |                                                        |                                                        |                                                        | Antonín Rambald II. Collalto e San Salvatore 1748–1797 | Antonín Rambald II. Collalto e San Salvatore 1748–1797 | Antonín Rambald II. Collalto e San Salvatore 1748–1797 | Antonín Rambald II. Collalto e San Salvatore 1748–1797 | Antonín Rambald II. Collalto e San Salvatore 1748–1797 | Antonín Rambald II. Collalto e San Salvatore 1748–1797 |                                                      |                                                      |                                                      |                                                      |                                           |                                           | Jan Collalto e San Salvatore 1751–?                        | Jan Collalto e San Salvatore 1751–?                        | Jan Collalto e San Salvatore 1751–?                        | Jan Collalto e San Salvatore 1751–?                        | Jan Collalto e San Salvatore 1751–?                        | Jan Collalto e San Salvatore 1751–?                        |                                                           |                                                           |                                                           |                                                           |                                               |                                               | Marie Anna Collalto e San Salvatore 1757–?            | Marie Anna Collalto e San Salvatore 1757–?            | Marie Anna Collalto e San Salvatore 1757–?            | Marie Anna Collalto e San Salvatore 1757–?            | Marie Anna Collalto e San Salvatore 1757–?                | Marie Anna Collalto e San Salvatore 1757–?                |                                                           |                                                           |                                                           |                                                           |                                                          |                                                          |                                                          |                                                          |                                                        |                                                        |                                                        |                                                        |                         |                         |                                                           |                                                           |                                                           |                                                           |                                                           |                                                           |  |  |                                   |                                   |                                   |                                   |                                   |                                   |  |  |
| 1. Cecilie z Gradeniga 1762–1827                      | 1. Cecilie z Gradeniga 1762–1827                      | 1. Cecilie z Gradeniga 1762–1827                      | 1. Cecilie z Gradeniga 1762–1827                      | 1. Cecilie z Gradeniga 1762–1827                                     | 1. Cecilie z Gradeniga 1762–1827                                     |                                                                      |                                                                      | 2. Eduard III. Collalto e San Salvatore, 1. kníže 1748–1833          | 2. Eduard III. Collalto e San Salvatore, 1. kníže 1748–1833          | 2. Eduard III. Collalto e San Salvatore, 1. kníže 1748–1833 | 2. Eduard III. Collalto e San Salvatore, 1. kníže 1748–1833 | 2. Eduard III. Collalto e San Salvatore, 1. kníže 1748–1833 | 2. Eduard III. Collalto e San Salvatore, 1. kníže 1748–1833 |                                                       |                                                       |                                                        |                                                        |                                                        |                                                        | Antonín Rambald II. Collalto e San Salvatore 1748–1797 | Antonín Rambald II. Collalto e San Salvatore 1748–1797 | Antonín Rambald II. Collalto e San Salvatore 1748–1797 | Antonín Rambald II. Collalto e San Salvatore 1748–1797 | Antonín Rambald II. Collalto e San Salvatore 1748–1797 | Antonín Rambald II. Collalto e San Salvatore 1748–1797 |                                                      |                                                      |                                                      |                                                      |                                           |                                           | Jan Collalto e San Salvatore 1751–?                        | Jan Collalto e San Salvatore 1751–?                        | Jan Collalto e San Salvatore 1751–?                        | Jan Collalto e San Salvatore 1751–?                        | Jan Collalto e San Salvatore 1751–?                        | Jan Collalto e San Salvatore 1751–?                        |                                                           |                                                           |                                                           |                                                           |                                               |                                               | Marie Anna Collalto e San Salvatore 1757–?            | Marie Anna Collalto e San Salvatore 1757–?            | Marie Anna Collalto e San Salvatore 1757–?            | Marie Anna Collalto e San Salvatore 1757–?            | Marie Anna Collalto e San Salvatore 1757–?                | Marie Anna Collalto e San Salvatore 1757–?                |                                                           |                                                           |                                                           |                                                           |                                                          |                                                          |                                                          |                                                          |                                                        |                                                        |                                                        |                                                        |                         |                         |                                                           |                                                           |                                                           |                                                           |                                                           |                                                           |  |  |                                   |                                   |                                   |                                   |                                   |                                   |  |  |
|                                                       |                                                       |                                                       |                                                       |                                                                      |                                                                      |                                                                      |                                                                      |                                                                      |                                                                      |                                                             |                                                             |                                                             |                                                             |                                                       |                                                       |                                                        |                                                        |                                                        |                                                        |                                                        |                                                        |                                                        |                                                        |                                                        |                                                        |                                                      |                                                      |                                                      |                                                      |                                           |                                           |                                                            |                                                            |                                                            |                                                            |                                                            |                                                            |                                                           |                                                           |                                                           |                                                           |                                               |                                               |                                                       |                                                       |                                                       |                                                       |                                                           |                                                           |                                                           |                                                           |                                                           |                                                           |                                                          |                                                          |                                                          |                                                          |                                                        |                                                        |                                                        |                                                        |                         |                         |                                                           |                                                           |                                                           |                                                           |                                                           |                                                           |  |  |                                   |                                   |                                   |                                   |                                   |                                   |  |  |
|                                                       |                                                       |                                                       |                                                       |                                                                      |                                                                      |                                                                      |                                                                      |                                                                      |                                                                      |                                                             |                                                             |                                                             |                                                             |                                                       |                                                       |                                                        |                                                        |                                                        |                                                        |                                                        |                                                        |                                                        |                                                        |                                                        |                                                        |                                                      |                                                      |                                                      |                                                      |                                           |                                           |                                                            |                                                            |                                                            |                                                            |                                                            |                                                            |                                                           |                                                           |                                                           |                                                           |                                               |                                               |                                                       |                                                       |                                                       |                                                       |                                                           |                                                           |                                                           |                                                           |                                                           |                                                           |                                                          |                                                          |                                                          |                                                          |                                                        |                                                        |                                                        |                                                        |                         |                         |                                                           |                                                           |                                                           |                                                           |                                                           |                                                           |  |  |                                   |                                   |                                   |                                   |                                   |                                   |  |  |
|                                                       |                                                       |                                                       |                                                       | 5. Antonín Oktavián II. Collalto e San Salvatore, 2. kníže 1784–1854 | 5. Antonín Oktavián II. Collalto e San Salvatore, 2. kníže 1784–1854 | 5. Antonín Oktavián II. Collalto e San Salvatore, 2. kníže 1784–1854 | 5. Antonín Oktavián II. Collalto e San Salvatore, 2. kníže 1784–1854 | 5. Antonín Oktavián II. Collalto e San Salvatore, 2. kníže 1784–1854 | 5. Antonín Oktavián II. Collalto e San Salvatore, 2. kníže 1784–1854 |                                                             |                                                             | 8. Karolína starší Apponyiová z Nagy-Appony 1789–1872       | 8. Karolína starší Apponyiová z Nagy-Appony 1789–1872       | 8. Karolína starší Apponyiová z Nagy-Appony 1789–1872 | 8. Karolína starší Apponyiová z Nagy-Appony 1789–1872 | 8. Karolína starší Apponyiová z Nagy-Appony 1789–1872  | 8. Karolína starší Apponyiová z Nagy-Appony 1789–1872  |                                                        |                                                        |                                                        |                                                        |                                                        |                                                        |                                                        |                                                        | 6. Jan Collalto e San Salvatore 1789–1860            | 6. Jan Collalto e San Salvatore 1789–1860            | 6. Jan Collalto e San Salvatore 1789–1860            | 6. Jan Collalto e San Salvatore 1789–1860            | 6. Jan Collalto e San Salvatore 1789–1860 | 6. Jan Collalto e San Salvatore 1789–1860 |                                                            |                                                            |                                                            |                                                            |                                                            |                                                            |                                                           |                                                           |                                                           |                                                           |                                               |                                               |                                                       |                                                       |                                                       |                                                       |                                                           |                                                           |                                                           |                                                           |                                                           |                                                           |                                                          |                                                          |                                                          |                                                          |                                                        |                                                        |                                                        |                                                        |                         |                         |                                                           |                                                           |                                                           |                                                           |                                                           |                                                           |  |  |                                   |                                   |                                   |                                   |                                   |                                   |  |  |
|                                                       |                                                       |                                                       |                                                       | 5. Antonín Oktavián II. Collalto e San Salvatore, 2. kníže 1784–1854 | 5. Antonín Oktavián II. Collalto e San Salvatore, 2. kníže 1784–1854 | 5. Antonín Oktavián II. Collalto e San Salvatore, 2. kníže 1784–1854 | 5. Antonín Oktavián II. Collalto e San Salvatore, 2. kníže 1784–1854 | 5. Antonín Oktavián II. Collalto e San Salvatore, 2. kníže 1784–1854 | 5. Antonín Oktavián II. Collalto e San Salvatore, 2. kníže 1784–1854 |                                                             |                                                             | 8. Karolína starší Apponyiová z Nagy-Appony 1789–1872       | 8. Karolína starší Apponyiová z Nagy-Appony 1789–1872       | 8. Karolína starší Apponyiová z Nagy-Appony 1789–1872 | 8. Karolína starší Apponyiová z Nagy-Appony 1789–1872 | 8. Karolína starší Apponyiová z Nagy-Appony 1789–1872  | 8. Karolína starší Apponyiová z Nagy-Appony 1789–1872  |                                                        |                                                        |                                                        |                                                        |                                                        |                                                        |                                                        |                                                        | 6. Jan Collalto e San Salvatore 1789–1860            | 6. Jan Collalto e San Salvatore 1789–1860            | 6. Jan Collalto e San Salvatore 1789–1860            | 6. Jan Collalto e San Salvatore 1789–1860            | 6. Jan Collalto e San Salvatore 1789–1860 | 6. Jan Collalto e San Salvatore 1789–1860 |                                                            |                                                            |                                                            |                                                            |                                                            |                                                            |                                                           |                                                           |                                                           |                                                           |                                               |                                               |                                                       |                                                       |                                                       |                                                       |                                                           |                                                           |                                                           |                                                           |                                                           |                                                           |                                                          |                                                          |                                                          |                                                          |                                                        |                                                        |                                                        |                                                        |                         |                         |                                                           |                                                           |                                                           |                                                           |                                                           |                                                           |  |  |                                   |                                   |                                   |                                   |                                   |                                   |  |  |
|                                                       |                                                       |                                                       |                                                       |                                                                      |                                                                      |                                                                      |                                                                      |                                                                      |                                                                      |                                                             |                                                             |                                                             |                                                             |                                                       |                                                       |                                                        |                                                        |                                                        |                                                        |                                                        |                                                        |                                                        |                                                        |                                                        |                                                        |                                                      |                                                      |                                                      |                                                      |                                           |                                           |                                                            |                                                            |                                                            |                                                            |                                                            |                                                            |                                                           |                                                           |                                                           |                                                           |                                               |                                               |                                                       |                                                       |                                                       |                                                       |                                                           |                                                           |                                                           |                                                           |                                                           |                                                           |                                                          |                                                          |                                                          |                                                          |                                                        |                                                        |                                                        |                                                        |                         |                         |                                                           |                                                           |                                                           |                                                           |                                                           |                                                           |  |  |                                   |                                   |                                   |                                   |                                   |                                   |  |  |
|                                                       |                                                       |                                                       |                                                       |                                                                      |                                                                      |                                                                      |                                                                      |                                                                      |                                                                      |                                                             |                                                             |                                                             |                                                             |                                                       |                                                       |                                                        |                                                        |                                                        |                                                        |                                                        |                                                        |                                                        |                                                        |                                                        |                                                        |                                                      |                                                      |                                                      |                                                      |                                           |                                           |                                                            |                                                            |                                                            |                                                            |                                                            |                                                            |                                                           |                                                           |                                                           |                                                           |                                               |                                               |                                                       |                                                       |                                                       |                                                       |                                                           |                                                           |                                                           |                                                           |                                                           |                                                           |                                                          |                                                          |                                                          |                                                          |                                                        |                                                        |                                                        |                                                        |                         |                         |                                                           |                                                           |                                                           |                                                           |                                                           |                                                           |  |  |                                   |                                   |                                   |                                   |                                   |                                   |  |  |
| 9. Karolína mladší Apponyiová z Nagy-Appony 1814–1886 | 9. Karolína mladší Apponyiová z Nagy-Appony 1814–1886 | 9. Karolína mladší Apponyiová z Nagy-Appony 1814–1886 | 9. Karolína mladší Apponyiová z Nagy-Appony 1814–1886 | 9. Karolína mladší Apponyiová z Nagy-Appony 1814–1886                | 9. Karolína mladší Apponyiová z Nagy-Appony 1814–1886                |                                                                      |                                                                      | 7. Eduard IV. Collalto e San Salvatore, 3. kníže 1810–1962           | 7. Eduard IV. Collalto e San Salvatore, 3. kníže 1810–1962           | 7. Eduard IV. Collalto e San Salvatore, 3. kníže 1810–1962  | 7. Eduard IV. Collalto e San Salvatore, 3. kníže 1810–1962  | 7. Eduard IV. Collalto e San Salvatore, 3. kníže 1810–1962  | 7. Eduard IV. Collalto e San Salvatore, 3. kníže 1810–1962  |                                                       |                                                       | Cecílie Collalto e San Salvatore 1812–1890             | Cecílie Collalto e San Salvatore 1812–1890             | Cecílie Collalto e San Salvatore 1812–1890             | Cecílie Collalto e San Salvatore 1812–1890             | Cecílie Collalto e San Salvatore 1812–1890             | Cecílie Collalto e San Salvatore 1812–1890             |                                                        |                                                        | Bedřich August Jan Piatti 1803–1872                    | Bedřich August Jan Piatti 1803–1872                    | Bedřich August Jan Piatti 1803–1872                  | Bedřich August Jan Piatti 1803–1872                  | Bedřich August Jan Piatti 1803–1872                  | Bedřich August Jan Piatti 1803–1872                  |                                           |                                           | Karolína Collalto e San Salvatore 1818–1855                | Karolína Collalto e San Salvatore 1818–1855                | Karolína Collalto e San Salvatore 1818–1855                | Karolína Collalto e San Salvatore 1818–1855                | Karolína Collalto e San Salvatore 1818–1855                | Karolína Collalto e San Salvatore 1818–1855                |                                                           |                                                           | Ferdinand ze Solms-Hohensolms-Lichu 1806–1876             | Ferdinand ze Solms-Hohensolms-Lichu 1806–1876             | Ferdinand ze Solms-Hohensolms-Lichu 1806–1876 | Ferdinand ze Solms-Hohensolms-Lichu 1806–1876 | Ferdinand ze Solms-Hohensolms-Lichu 1806–1876         | Ferdinand ze Solms-Hohensolms-Lichu 1806–1876         |                                                       |                                                       | Evžen Immanuel Collalto e San Salvatore 1822–1823         | Evžen Immanuel Collalto e San Salvatore 1822–1823         | Evžen Immanuel Collalto e San Salvatore 1822–1823         | Evžen Immanuel Collalto e San Salvatore 1822–1823         | Evžen Immanuel Collalto e San Salvatore 1822–1823         | Evžen Immanuel Collalto e San Salvatore 1822–1823         |                                                          |                                                          | Alfons Collalto e San Salvatore 1814–1890                | Alfons Collalto e San Salvatore 1814–1890                | Alfons Collalto e San Salvatore 1814–1890              | Alfons Collalto e San Salvatore 1814–1890              | Alfons Collalto e San Salvatore 1814–1890              | Alfons Collalto e San Salvatore 1814–1890              |                         |                         | Ida Terezie z Colloredo-Mansfeldu 1816–1857               | Ida Terezie z Colloredo-Mansfeldu 1816–1857               | Ida Terezie z Colloredo-Mansfeldu 1816–1857               | Ida Terezie z Colloredo-Mansfeldu 1816–1857               | Ida Terezie z Colloredo-Mansfeldu 1816–1857               | Ida Terezie z Colloredo-Mansfeldu 1816–1857               |  |  |                                   |                                   |                                   |                                   |                                   |                                   |  |  |
| 9. Karolína mladší Apponyiová z Nagy-Appony 1814–1886 | 9. Karolína mladší Apponyiová z Nagy-Appony 1814–1886 | 9. Karolína mladší Apponyiová z Nagy-Appony 1814–1886 | 9. Karolína mladší Apponyiová z Nagy-Appony 1814–1886 | 9. Karolína mladší Apponyiová z Nagy-Appony 1814–1886                | 9. Karolína mladší Apponyiová z Nagy-Appony 1814–1886                |                                                                      |                                                                      | 7. Eduard IV. Collalto e San Salvatore, 3. kníže 1810–1962           | 7. Eduard IV. Collalto e San Salvatore, 3. kníže 1810–1962           | 7. Eduard IV. Collalto e San Salvatore, 3. kníže 1810–1962  | 7. Eduard IV. Collalto e San Salvatore, 3. kníže 1810–1962  | 7. Eduard IV. Collalto e San Salvatore, 3. kníže 1810–1962  | 7. Eduard IV. Collalto e San Salvatore, 3. kníže 1810–1962  |                                                       |                                                       | Cecílie Collalto e San Salvatore 1812–1890             | Cecílie Collalto e San Salvatore 1812–1890             | Cecílie Collalto e San Salvatore 1812–1890             | Cecílie Collalto e San Salvatore 1812–1890             | Cecílie Collalto e San Salvatore 1812–1890             | Cecílie Collalto e San Salvatore 1812–1890             |                                                        |                                                        | Bedřich August Jan Piatti 1803–1872                    | Bedřich August Jan Piatti 1803–1872                    | Bedřich August Jan Piatti 1803–1872                  | Bedřich August Jan Piatti 1803–1872                  | Bedřich August Jan Piatti 1803–1872                  | Bedřich August Jan Piatti 1803–1872                  |                                           |                                           | Karolína Collalto e San Salvatore 1818–1855                | Karolína Collalto e San Salvatore 1818–1855                | Karolína Collalto e San Salvatore 1818–1855                | Karolína Collalto e San Salvatore 1818–1855                | Karolína Collalto e San Salvatore 1818–1855                | Karolína Collalto e San Salvatore 1818–1855                |                                                           |                                                           | Ferdinand ze Solms-Hohensolms-Lichu 1806–1876             | Ferdinand ze Solms-Hohensolms-Lichu 1806–1876             | Ferdinand ze Solms-Hohensolms-Lichu 1806–1876 | Ferdinand ze Solms-Hohensolms-Lichu 1806–1876 | Ferdinand ze Solms-Hohensolms-Lichu 1806–1876         | Ferdinand ze Solms-Hohensolms-Lichu 1806–1876         |                                                       |                                                       | Evžen Immanuel Collalto e San Salvatore 1822–1823         | Evžen Immanuel Collalto e San Salvatore 1822–1823         | Evžen Immanuel Collalto e San Salvatore 1822–1823         | Evžen Immanuel Collalto e San Salvatore 1822–1823         | Evžen Immanuel Collalto e San Salvatore 1822–1823         | Evžen Immanuel Collalto e San Salvatore 1822–1823         |                                                          |                                                          | Alfons Collalto e San Salvatore 1814–1890                | Alfons Collalto e San Salvatore 1814–1890                | Alfons Collalto e San Salvatore 1814–1890              | Alfons Collalto e San Salvatore 1814–1890              | Alfons Collalto e San Salvatore 1814–1890              | Alfons Collalto e San Salvatore 1814–1890              |                         |                         | Ida Terezie z Colloredo-Mansfeldu 1816–1857               | Ida Terezie z Colloredo-Mansfeldu 1816–1857               | Ida Terezie z Colloredo-Mansfeldu 1816–1857               | Ida Terezie z Colloredo-Mansfeldu 1816–1857               | Ida Terezie z Colloredo-Mansfeldu 1816–1857               | Ida Terezie z Colloredo-Mansfeldu 1816–1857               |  |  |                                   |                                   |                                   |                                   |                                   |                                   |  |  |
|                                                       |                                                       |                                                       |                                                       |                                                                      |                                                                      |                                                                      |                                                                      |                                                                      |                                                                      |                                                             |                                                             |                                                             |                                                             |                                                       |                                                       |                                                        |                                                        |                                                        |                                                        |                                                        |                                                        |                                                        |                                                        |                                                        |                                                        |                                                      |                                                      |                                                      |                                                      |                                           |                                           |                                                            |                                                            |                                                            |                                                            |                                                            |                                                            |                                                           |                                                           |                                                           |                                                           |                                               |                                               |                                                       |                                                       |                                                       |                                                       |                                                           |                                                           |                                                           |                                                           |                                                           |                                                           |                                                          |                                                          |                                                          |                                                          |                                                        |                                                        |                                                        |                                                        |                         |                         |                                                           |                                                           |                                                           |                                                           |                                                           |                                                           |  |  |                                   |                                   |                                   |                                   |                                   |                                   |  |  |
|                                                       |                                                       |                                                       |                                                       |                                                                      |                                                                      |                                                                      |                                                                      |                                                                      |                                                                      |                                                             |                                                             |                                                             |                                                             |                                                       |                                                       |                                                        |                                                        |                                                        |                                                        |                                                        |                                                        |                                                        |                                                        |                                                        |                                                        |                                                      |                                                      |                                                      |                                                      |                                           |                                           |                                                            |                                                            |                                                            |                                                            |                                                            |                                                            |                                                           |                                                           |                                                           |                                                           |                                               |                                               |                                                       |                                                       |                                                       |                                                       |                                                           |                                                           |                                                           |                                                           |                                                           |                                                           |                                                          |                                                          |                                                          |                                                          |                                                        |                                                        |                                                        |                                                        |                         |                         |                                                           |                                                           |                                                           |                                                           |                                                           |                                                           |  |  |                                   |                                   |                                   |                                   |                                   |                                   |  |  |
| 4. Marie Karolína Collalto e San Salvatore 1835–1842  | 4. Marie Karolína Collalto e San Salvatore 1835–1842  | 4. Marie Karolína Collalto e San Salvatore 1835–1842  | 4. Marie Karolína Collalto e San Salvatore 1835–1842  | 4. Marie Karolína Collalto e San Salvatore 1835–1842                 | 4. Marie Karolína Collalto e San Salvatore 1835–1842                 |                                                                      |                                                                      | Juliana Collalto e San Salvatore 1838–1922                           | Juliana Collalto e San Salvatore 1838–1922                           | Juliana Collalto e San Salvatore 1838–1922                  | Juliana Collalto e San Salvatore 1838–1922                  | Juliana Collalto e San Salvatore 1838–1922                  | Juliana Collalto e San Salvatore 1838–1922                  |                                                       |                                                       | Eduard František z Walderdorffu 1833–1887              | Eduard František z Walderdorffu 1833–1887              | Eduard František z Walderdorffu 1833–1887              | Eduard František z Walderdorffu 1833–1887              | Eduard František z Walderdorffu 1833–1887              | Eduard František z Walderdorffu 1833–1887              |                                                        |                                                        | 3. Rambald Antonín Collalto e San Salvatore */† 1840   | 3. Rambald Antonín Collalto e San Salvatore */† 1840   | 3. Rambald Antonín Collalto e San Salvatore */† 1840 | 3. Rambald Antonín Collalto e San Salvatore */† 1840 | 3. Rambald Antonín Collalto e San Salvatore */† 1840 | 3. Rambald Antonín Collalto e San Salvatore */† 1840 |                                           |                                           | Emanuel Collalto e San Salvatore, 4. kníže 1854–1924       | Emanuel Collalto e San Salvatore, 4. kníže 1854–1924       | Emanuel Collalto e San Salvatore, 4. kníže 1854–1924       | Emanuel Collalto e San Salvatore, 4. kníže 1854–1924       | Emanuel Collalto e San Salvatore, 4. kníže 1854–1924       | Emanuel Collalto e San Salvatore, 4. kníže 1854–1924       |                                                           |                                                           | Irma Büttner 1859–1931                                    | Irma Büttner 1859–1931                                    | Irma Büttner 1859–1931                        | Irma Büttner 1859–1931                        | Irma Büttner 1859–1931                                | Irma Büttner 1859–1931                                |                                                       |                                                       | Oktavián Antonín Collalto e San Salvatore 1842–1912       | Oktavián Antonín Collalto e San Salvatore 1842–1912       | Oktavián Antonín Collalto e San Salvatore 1842–1912       | Oktavián Antonín Collalto e San Salvatore 1842–1912       | Oktavián Antonín Collalto e San Salvatore 1842–1912       | Oktavián Antonín Collalto e San Salvatore 1842–1912       |                                                          |                                                          | Anna Františka ze Solms-Hohensolms-Lichu 1844–1904       | Anna Františka ze Solms-Hohensolms-Lichu 1844–1904       | Anna Františka ze Solms-Hohensolms-Lichu 1844–1904     | Anna Františka ze Solms-Hohensolms-Lichu 1844–1904     | Anna Františka ze Solms-Hohensolms-Lichu 1844–1904     | Anna Františka ze Solms-Hohensolms-Lichu 1844–1904     |                         |                         | Markéta Karolína Collalto e San Salvatore 1841–1918       | Markéta Karolína Collalto e San Salvatore 1841–1918       | Markéta Karolína Collalto e San Salvatore 1841–1918       | Markéta Karolína Collalto e San Salvatore 1841–1918       | Markéta Karolína Collalto e San Salvatore 1841–1918       | Markéta Karolína Collalto e San Salvatore 1841–1918       |  |  | Ferdinand Alfons Piatti 1833–1908 | Ferdinand Alfons Piatti 1833–1908 | Ferdinand Alfons Piatti 1833–1908 | Ferdinand Alfons Piatti 1833–1908 | Ferdinand Alfons Piatti 1833–1908 | Ferdinand Alfons Piatti 1833–1908 |  |  |
| 4. Marie Karolína Collalto e San Salvatore 1835–1842  | 4. Marie Karolína Collalto e San Salvatore 1835–1842  | 4. Marie Karolína Collalto e San Salvatore 1835–1842  | 4. Marie Karolína Collalto e San Salvatore 1835–1842  | 4. Marie Karolína Collalto e San Salvatore 1835–1842                 | 4. Marie Karolína Collalto e San Salvatore 1835–1842                 |                                                                      |                                                                      | Juliana Collalto e San Salvatore 1838–1922                           | Juliana Collalto e San Salvatore 1838–1922                           | Juliana Collalto e San Salvatore 1838–1922                  | Juliana Collalto e San Salvatore 1838–1922                  | Juliana Collalto e San Salvatore 1838–1922                  | Juliana Collalto e San Salvatore 1838–1922                  |                                                       |                                                       | Eduard František z Walderdorffu 1833–1887              | Eduard František z Walderdorffu 1833–1887              | Eduard František z Walderdorffu 1833–1887              | Eduard František z Walderdorffu 1833–1887              | Eduard František z Walderdorffu 1833–1887              | Eduard František z Walderdorffu 1833–1887              |                                                        |                                                        | 3. Rambald Antonín Collalto e San Salvatore */† 1840   | 3. Rambald Antonín Collalto e San Salvatore */† 1840   | 3. Rambald Antonín Collalto e San Salvatore */† 1840 | 3. Rambald Antonín Collalto e San Salvatore */† 1840 | 3. Rambald Antonín Collalto e San Salvatore */† 1840 | 3. Rambald Antonín Collalto e San Salvatore */† 1840 |                                           |                                           | Emanuel Collalto e San Salvatore, 4. kníže 1854–1924       | Emanuel Collalto e San Salvatore, 4. kníže 1854–1924       | Emanuel Collalto e San Salvatore, 4. kníže 1854–1924       | Emanuel Collalto e San Salvatore, 4. kníže 1854–1924       | Emanuel Collalto e San Salvatore, 4. kníže 1854–1924       | Emanuel Collalto e San Salvatore, 4. kníže 1854–1924       |                                                           |                                                           | Irma Büttner 1859–1931                                    | Irma Büttner 1859–1931                                    | Irma Büttner 1859–1931                        | Irma Büttner 1859–1931                        | Irma Büttner 1859–1931                                | Irma Büttner 1859–1931                                |                                                       |                                                       | Oktavián Antonín Collalto e San Salvatore 1842–1912       | Oktavián Antonín Collalto e San Salvatore 1842–1912       | Oktavián Antonín Collalto e San Salvatore 1842–1912       | Oktavián Antonín Collalto e San Salvatore 1842–1912       | Oktavián Antonín Collalto e San Salvatore 1842–1912       | Oktavián Antonín Collalto e San Salvatore 1842–1912       |                                                          |                                                          | Anna Františka ze Solms-Hohensolms-Lichu 1844–1904       | Anna Františka ze Solms-Hohensolms-Lichu 1844–1904       | Anna Františka ze Solms-Hohensolms-Lichu 1844–1904     | Anna Františka ze Solms-Hohensolms-Lichu 1844–1904     | Anna Františka ze Solms-Hohensolms-Lichu 1844–1904     | Anna Františka ze Solms-Hohensolms-Lichu 1844–1904     |                         |                         | Markéta Karolína Collalto e San Salvatore 1841–1918       | Markéta Karolína Collalto e San Salvatore 1841–1918       | Markéta Karolína Collalto e San Salvatore 1841–1918       | Markéta Karolína Collalto e San Salvatore 1841–1918       | Markéta Karolína Collalto e San Salvatore 1841–1918       | Markéta Karolína Collalto e San Salvatore 1841–1918       |  |  | Ferdinand Alfons Piatti 1833–1908 | Ferdinand Alfons Piatti 1833–1908 | Ferdinand Alfons Piatti 1833–1908 | Ferdinand Alfons Piatti 1833–1908 | Ferdinand Alfons Piatti 1833–1908 | Ferdinand Alfons Piatti 1833–1908 |  |  |
|                                                       |                                                       |                                                       |                                                       |                                                                      |                                                                      |                                                                      |                                                                      |                                                                      |                                                                      |                                                             |                                                             |                                                             |                                                             |                                                       |                                                       |                                                        |                                                        |                                                        |                                                        |                                                        |                                                        |                                                        |                                                        |                                                        |                                                        |                                                      |                                                      |                                                      |                                                      |                                           |                                           |                                                            |                                                            |                                                            |                                                            |                                                            |                                                            |                                                           |                                                           |                                                           |                                                           |                                               |                                               |                                                       |                                                       |                                                       |                                                       |                                                           |                                                           |                                                           |                                                           |                                                           |                                                           |                                                          |                                                          |                                                          |                                                          |                                                        |                                                        |                                                        |                                                        |                         |                         |                                                           |                                                           |                                                           |                                                           |                                                           |                                                           |  |  |                                   |                                   |                                   |                                   |                                   |                                   |  |  |
|                                                       |                                                       |                                                       |                                                       |                                                                      |                                                                      |                                                                      |                                                                      |                                                                      |                                                                      |                                                             |                                                             |                                                             |                                                             |                                                       |                                                       |                                                        |                                                        |                                                        |                                                        |                                                        |                                                        |                                                        |                                                        |                                                        |                                                        |                                                      |                                                      |                                                      |                                                      |                                           |                                           |                                                            |                                                            |                                                            |                                                            |                                                            |                                                            |                                                           |                                                           |                                                           |                                                           |                                               |                                               |                                                       |                                                       |                                                       |                                                       |                                                           |                                                           |                                                           |                                                           |                                                           |                                                           |                                                          |                                                          |                                                          |                                                          |                                                        |                                                        |                                                        |                                                        |                         |                         |                                                           |                                                           |                                                           |                                                           |                                                           |                                                           |  |  |                                   |                                   |                                   |                                   |                                   |                                   |  |  |
|                                                       |                                                       |                                                       |                                                       | Maria Theresia Collalto e San Salvatore 1866–1940                    | Maria Theresia Collalto e San Salvatore 1866–1940                    | Maria Theresia Collalto e San Salvatore 1866–1940                    | Maria Theresia Collalto e San Salvatore 1866–1940                    | Maria Theresia Collalto e San Salvatore 1866–1940                    | Maria Theresia Collalto e San Salvatore 1866–1940                    |                                                             |                                                             |                                                             |                                                             |                                                       |                                                       | Rambald XVI. Alfons Collalto e San Salvatore 1858–1913 | Rambald XVI. Alfons Collalto e San Salvatore 1858–1913 | Rambald XVI. Alfons Collalto e San Salvatore 1858–1913 | Rambald XVI. Alfons Collalto e San Salvatore 1858–1913 | Rambald XVI. Alfons Collalto e San Salvatore 1858–1913 | Rambald XVI. Alfons Collalto e San Salvatore 1858–1913 |                                                        |                                                        | Gabriele z Abensperg-Traunu 1878–1964                  | Gabriele z Abensperg-Traunu 1878–1964                  | Gabriele z Abensperg-Traunu 1878–1964                | Gabriele z Abensperg-Traunu 1878–1964                | Gabriele z Abensperg-Traunu 1878–1964                | Gabriele z Abensperg-Traunu 1878–1964                |                                           |                                           |                                                            |                                                            |                                                            |                                                            | Manfred VII. Collalto e San Salvatore, 5. kníže 1870–1940  | Manfred VII. Collalto e San Salvatore, 5. kníže 1870–1940  | Manfred VII. Collalto e San Salvatore, 5. kníže 1870–1940 | Manfred VII. Collalto e San Salvatore, 5. kníže 1870–1940 | Manfred VII. Collalto e San Salvatore, 5. kníže 1870–1940 | Manfred VII. Collalto e San Salvatore, 5. kníže 1870–1940 |                                               |                                               | Thekla zu Isenburg und Büdingen in Büdingen 1878–1950 | Thekla zu Isenburg und Büdingen in Büdingen 1878–1950 | Thekla zu Isenburg und Büdingen in Büdingen 1878–1950 | Thekla zu Isenburg und Büdingen in Büdingen 1878–1950 | Thekla zu Isenburg und Büdingen in Büdingen 1878–1950     | Thekla zu Isenburg und Büdingen in Büdingen 1878–1950     |                                                           |                                                           |                                                           |                                                           |                                                          |                                                          | Mathilde Leopoldina Collalto e San Salvatore 1873–1951   | Mathilde Leopoldina Collalto e San Salvatore 1873–1951   | Mathilde Leopoldina Collalto e San Salvatore 1873–1951 | Mathilde Leopoldina Collalto e San Salvatore 1873–1951 | Mathilde Leopoldina Collalto e San Salvatore 1873–1951 | Mathilde Leopoldina Collalto e San Salvatore 1873–1951 |                         |                         | Heinrich Franz z Fünfkirchenu 1865–1957                   | Heinrich Franz z Fünfkirchenu 1865–1957                   | Heinrich Franz z Fünfkirchenu 1865–1957                   | Heinrich Franz z Fünfkirchenu 1865–1957                   | Heinrich Franz z Fünfkirchenu 1865–1957                   | Heinrich Franz z Fünfkirchenu 1865–1957                   |  |  |                                   |                                   |                                   |                                   |                                   |                                   |  |  |
|                                                       |                                                       |                                                       |                                                       | Maria Theresia Collalto e San Salvatore 1866–1940                    | Maria Theresia Collalto e San Salvatore 1866–1940                    | Maria Theresia Collalto e San Salvatore 1866–1940                    | Maria Theresia Collalto e San Salvatore 1866–1940                    | Maria Theresia Collalto e San Salvatore 1866–1940                    | Maria Theresia Collalto e San Salvatore 1866–1940                    |                                                             |                                                             |                                                             |                                                             |                                                       |                                                       | Rambald XVI. Alfons Collalto e San Salvatore 1858–1913 | Rambald XVI. Alfons Collalto e San Salvatore 1858–1913 | Rambald XVI. Alfons Collalto e San Salvatore 1858–1913 | Rambald XVI. Alfons Collalto e San Salvatore 1858–1913 | Rambald XVI. Alfons Collalto e San Salvatore 1858–1913 | Rambald XVI. Alfons Collalto e San Salvatore 1858–1913 |                                                        |                                                        | Gabriele z Abensperg-Traunu 1878–1964                  | Gabriele z Abensperg-Traunu 1878–1964                  | Gabriele z Abensperg-Traunu 1878–1964                | Gabriele z Abensperg-Traunu 1878–1964                | Gabriele z Abensperg-Traunu 1878–1964                | Gabriele z Abensperg-Traunu 1878–1964                |                                           |                                           |                                                            |                                                            |                                                            |                                                            | Manfred VII. Collalto e San Salvatore, 5. kníže 1870–1940  | Manfred VII. Collalto e San Salvatore, 5. kníže 1870–1940  | Manfred VII. Collalto e San Salvatore, 5. kníže 1870–1940 | Manfred VII. Collalto e San Salvatore, 5. kníže 1870–1940 | Manfred VII. Collalto e San Salvatore, 5. kníže 1870–1940 | Manfred VII. Collalto e San Salvatore, 5. kníže 1870–1940 |                                               |                                               | Thekla zu Isenburg und Büdingen in Büdingen 1878–1950 | Thekla zu Isenburg und Büdingen in Büdingen 1878–1950 | Thekla zu Isenburg und Büdingen in Büdingen 1878–1950 | Thekla zu Isenburg und Büdingen in Büdingen 1878–1950 | Thekla zu Isenburg und Büdingen in Büdingen 1878–1950     | Thekla zu Isenburg und Büdingen in Büdingen 1878–1950     |                                                           |                                                           |                                                           |                                                           |                                                          |                                                          | Mathilde Leopoldina Collalto e San Salvatore 1873–1951   | Mathilde Leopoldina Collalto e San Salvatore 1873–1951   | Mathilde Leopoldina Collalto e San Salvatore 1873–1951 | Mathilde Leopoldina Collalto e San Salvatore 1873–1951 | Mathilde Leopoldina Collalto e San Salvatore 1873–1951 | Mathilde Leopoldina Collalto e San Salvatore 1873–1951 |                         |                         | Heinrich Franz z Fünfkirchenu 1865–1957                   | Heinrich Franz z Fünfkirchenu 1865–1957                   | Heinrich Franz z Fünfkirchenu 1865–1957                   | Heinrich Franz z Fünfkirchenu 1865–1957                   | Heinrich Franz z Fünfkirchenu 1865–1957                   | Heinrich Franz z Fünfkirchenu 1865–1957                   |  |  |                                   |                                   |                                   |                                   |                                   |                                   |  |  |
|                                                       |                                                       |                                                       |                                                       |                                                                      |                                                                      |                                                                      |                                                                      |                                                                      |                                                                      |                                                             |                                                             |                                                             |                                                             |                                                       |                                                       |                                                        |                                                        |                                                        |                                                        |                                                        |                                                        |                                                        |                                                        |                                                        |                                                        |                                                      |                                                      |                                                      |                                                      |                                           |                                           |                                                            |                                                            |                                                            |                                                            |                                                            |                                                            |                                                           |                                                           |                                                           |                                                           |                                               |                                               |                                                       |                                                       |                                                       |                                                       |                                                           |                                                           |                                                           |                                                           |                                                           |                                                           |                                                          |                                                          |                                                          |                                                          |                                                        |                                                        |                                                        |                                                        |                         |                         |                                                           |                                                           |                                                           |                                                           |                                                           |                                                           |  |  |                                   |                                   |                                   |                                   |                                   |                                   |  |  |
|                                                       |                                                       |                                                       |                                                       |                                                                      |                                                                      |                                                                      |                                                                      |                                                                      |                                                                      |                                                             |                                                             |                                                             |                                                             |                                                       |                                                       |                                                        |                                                        |                                                        |                                                        |                                                        |                                                        |                                                        |                                                        |                                                        |                                                        |                                                      |                                                      |                                                      |                                                      |                                           |                                           |                                                            |                                                            |                                                            |                                                            |                                                            |                                                            |                                                           |                                                           |                                                           |                                                           |                                               |                                               |                                                       |                                                       |                                                       |                                                       |                                                           |                                                           |                                                           |                                                           |                                                           |                                                           |                                                          |                                                          |                                                          |                                                          |                                                        |                                                        |                                                        |                                                        |                         |                         |                                                           |                                                           |                                                           |                                                           |                                                           |                                                           |  |  |                                   |                                   |                                   |                                   |                                   |                                   |  |  |
| Giselda Collalto e San Salvatore 1902–1983            | Giselda Collalto e San Salvatore 1902–1983            | Giselda Collalto e San Salvatore 1902–1983            | Giselda Collalto e San Salvatore 1902–1983            | Giselda Collalto e San Salvatore 1902–1983                           | Giselda Collalto e San Salvatore 1902–1983                           |                                                                      |                                                                      | Eduard Mensdorff-Pouilly 1900–1966                                   | Eduard Mensdorff-Pouilly 1900–1966                                   | Eduard Mensdorff-Pouilly 1900–1966                          | Eduard Mensdorff-Pouilly 1900–1966                          | Eduard Mensdorff-Pouilly 1900–1966                          | Eduard Mensdorff-Pouilly 1900–1966                          |                                                       |                                                       | Anna Gabriele Collalto e San Salvatore 1904–1994       | Anna Gabriele Collalto e San Salvatore 1904–1994       | Anna Gabriele Collalto e San Salvatore 1904–1994       | Anna Gabriele Collalto e San Salvatore 1904–1994       | Anna Gabriele Collalto e San Salvatore 1904–1994       | Anna Gabriele Collalto e San Salvatore 1904–1994       |                                                        |                                                        | Ferdinand Piatti 1899–1980                             | Ferdinand Piatti 1899–1980                             | Ferdinand Piatti 1899–1980                           | Ferdinand Piatti 1899–1980                           | Ferdinand Piatti 1899–1980                           | Ferdinand Piatti 1899–1980                           |                                           |                                           | Polixena Therese Collalto e San Salvatore 1905–1984        | Polixena Therese Collalto e San Salvatore 1905–1984        | Polixena Therese Collalto e San Salvatore 1905–1984        | Polixena Therese Collalto e San Salvatore 1905–1984        | Polixena Therese Collalto e San Salvatore 1905–1984        | Polixena Therese Collalto e San Salvatore 1905–1984        |                                                           |                                                           | Alfred z Liechtensteinu 1900–1972                         | Alfred z Liechtensteinu 1900–1972                         | Alfred z Liechtensteinu 1900–1972             | Alfred z Liechtensteinu 1900–1972             | Alfred z Liechtensteinu 1900–1972                     | Alfred z Liechtensteinu 1900–1972                     |                                                       |                                                       | Octavian VI. Collalto e San Salvatore, 6. kníže 1906–1973 | Octavian VI. Collalto e San Salvatore, 6. kníže 1906–1973 | Octavian VI. Collalto e San Salvatore, 6. kníže 1906–1973 | Octavian VI. Collalto e San Salvatore, 6. kníže 1906–1973 | Octavian VI. Collalto e San Salvatore, 6. kníže 1906–1973 | Octavian VI. Collalto e San Salvatore, 6. kníže 1906–1973 |                                                          |                                                          | Maria Camilla z Windisch-Grätze 1907–1991                | Maria Camilla z Windisch-Grätze 1907–1991                | Maria Camilla z Windisch-Grätze 1907–1991              | Maria Camilla z Windisch-Grätze 1907–1991              | Maria Camilla z Windisch-Grätze 1907–1991              | Maria Camilla z Windisch-Grätze 1907–1991              |                         |                         | Rambald XVII. Heinrich Collalto e San Salvatore 1908–1992 | Rambald XVII. Heinrich Collalto e San Salvatore 1908–1992 | Rambald XVII. Heinrich Collalto e San Salvatore 1908–1992 | Rambald XVII. Heinrich Collalto e San Salvatore 1908–1992 | Rambald XVII. Heinrich Collalto e San Salvatore 1908–1992 | Rambald XVII. Heinrich Collalto e San Salvatore 1908–1992 |  |  | Cecilie Zeno 1905–1982            | Cecilie Zeno 1905–1982            | Cecilie Zeno 1905–1982            | Cecilie Zeno 1905–1982            | Cecilie Zeno 1905–1982            | Cecilie Zeno 1905–1982            |  |  |
| Giselda Collalto e San Salvatore 1902–1983            | Giselda Collalto e San Salvatore 1902–1983            | Giselda Collalto e San Salvatore 1902–1983            | Giselda Collalto e San Salvatore 1902–1983            | Giselda Collalto e San Salvatore 1902–1983                           | Giselda Collalto e San Salvatore 1902–1983                           |                                                                      |                                                                      | Eduard Mensdorff-Pouilly 1900–1966                                   | Eduard Mensdorff-Pouilly 1900–1966                                   | Eduard Mensdorff-Pouilly 1900–1966                          | Eduard Mensdorff-Pouilly 1900–1966                          | Eduard Mensdorff-Pouilly 1900–1966                          | Eduard Mensdorff-Pouilly 1900–1966                          |                                                       |                                                       | Anna Gabriele Collalto e San Salvatore 1904–1994       | Anna Gabriele Collalto e San Salvatore 1904–1994       | Anna Gabriele Collalto e San Salvatore 1904–1994       | Anna Gabriele Collalto e San Salvatore 1904–1994       | Anna Gabriele Collalto e San Salvatore 1904–1994       | Anna Gabriele Collalto e San Salvatore 1904–1994       |                                                        |                                                        | Ferdinand Piatti 1899–1980                             | Ferdinand Piatti 1899–1980                             | Ferdinand Piatti 1899–1980                           | Ferdinand Piatti 1899–1980                           | Ferdinand Piatti 1899–1980                           | Ferdinand Piatti 1899–1980                           |                                           |                                           | Polixena Therese Collalto e San Salvatore 1905–1984        | Polixena Therese Collalto e San Salvatore 1905–1984        | Polixena Therese Collalto e San Salvatore 1905–1984        | Polixena Therese Collalto e San Salvatore 1905–1984        | Polixena Therese Collalto e San Salvatore 1905–1984        | Polixena Therese Collalto e San Salvatore 1905–1984        |                                                           |                                                           | Alfred z Liechtensteinu 1900–1972                         | Alfred z Liechtensteinu 1900–1972                         | Alfred z Liechtensteinu 1900–1972             | Alfred z Liechtensteinu 1900–1972             | Alfred z Liechtensteinu 1900–1972                     | Alfred z Liechtensteinu 1900–1972                     |                                                       |                                                       | Octavian VI. Collalto e San Salvatore, 6. kníže 1906–1973 | Octavian VI. Collalto e San Salvatore, 6. kníže 1906–1973 | Octavian VI. Collalto e San Salvatore, 6. kníže 1906–1973 | Octavian VI. Collalto e San Salvatore, 6. kníže 1906–1973 | Octavian VI. Collalto e San Salvatore, 6. kníže 1906–1973 | Octavian VI. Collalto e San Salvatore, 6. kníže 1906–1973 |                                                          |                                                          | Maria Camilla z Windisch-Grätze 1907–1991                | Maria Camilla z Windisch-Grätze 1907–1991                | Maria Camilla z Windisch-Grätze 1907–1991              | Maria Camilla z Windisch-Grätze 1907–1991              | Maria Camilla z Windisch-Grätze 1907–1991              | Maria Camilla z Windisch-Grätze 1907–1991              |                         |                         | Rambald XVII. Heinrich Collalto e San Salvatore 1908–1992 | Rambald XVII. Heinrich Collalto e San Salvatore 1908–1992 | Rambald XVII. Heinrich Collalto e San Salvatore 1908–1992 | Rambald XVII. Heinrich Collalto e San Salvatore 1908–1992 | Rambald XVII. Heinrich Collalto e San Salvatore 1908–1992 | Rambald XVII. Heinrich Collalto e San Salvatore 1908–1992 |  |  | Cecilie Zeno 1905–1982            | Cecilie Zeno 1905–1982            | Cecilie Zeno 1905–1982            | Cecilie Zeno 1905–1982            | Cecilie Zeno 1905–1982            | Cecilie Zeno 1905–1982            |  |  |
|                                                       |                                                       |                                                       |                                                       |                                                                      |                                                                      |                                                                      |                                                                      |                                                                      |                                                                      |                                                             |                                                             |                                                             |                                                             |                                                       |                                                       |                                                        |                                                        |                                                        |                                                        |                                                        |                                                        |                                                        |                                                        |                                                        |                                                        |                                                      |                                                      |                                                      |                                                      |                                           |                                           |                                                            |                                                            |                                                            |                                                            |                                                            |                                                            |                                                           |                                                           |                                                           |                                                           |                                               |                                               |                                                       |                                                       |                                                       |                                                       |                                                           |                                                           |                                                           |                                                           |                                                           |                                                           |                                                          |                                                          |                                                          |                                                          |                                                        |                                                        |                                                        |                                                        |                         |                         |                                                           |                                                           |                                                           |                                                           |                                                           |                                                           |  |  |                                   |                                   |                                   |                                   |                                   |                                   |  |  |
|                                                       |                                                       |                                                       |                                                       |                                                                      |                                                                      |                                                                      |                                                                      |                                                                      |                                                                      |                                                             |                                                             |                                                             |                                                             |                                                       |                                                       |                                                        |                                                        |                                                        |                                                        |                                                        |                                                        |                                                        |                                                        |                                                        |                                                        |                                                      |                                                      |                                                      |                                                      |                                           |                                           |                                                            |                                                            |                                                            |                                                            |                                                            |                                                            |                                                           |                                                           |                                                           |                                                           |                                               |                                               |                                                       |                                                       |                                                       |                                                       |                                                           |                                                           |                                                           |                                                           |                                                           |                                                           |                                                          |                                                          |                                                          |                                                          |                                                        |                                                        |                                                        |                                                        |                         |                         |                                                           |                                                           |                                                           |                                                           |                                                           |                                                           |  |  |                                   |                                   |                                   |                                   |                                   |                                   |  |  |
|                                                       |                                                       |                                                       |                                                       |                                                                      |                                                                      |                                                                      |                                                                      |                                                                      |                                                                      |                                                             |                                                             | Alexandra Thekla Collalto e San Salvatore 1930–1996         | Alexandra Thekla Collalto e San Salvatore 1930–1996         | Alexandra Thekla Collalto e San Salvatore 1930–1996   | Alexandra Thekla Collalto e San Salvatore 1930–1996   | Alexandra Thekla Collalto e San Salvatore 1930–1996    | Alexandra Thekla Collalto e San Salvatore 1930–1996    |                                                        |                                                        | Rinaldo dei Baroni Casana 1917–1975                    | Rinaldo dei Baroni Casana 1917–1975                    | Rinaldo dei Baroni Casana 1917–1975                    | Rinaldo dei Baroni Casana 1917–1975                    | Rinaldo dei Baroni Casana 1917–1975                    | Rinaldo dei Baroni Casana 1917–1975                    |                                                      |                                                      |                                                      |                                                      |                                           |                                           | Manfred VIII. Collalto e San Salvatore, 7. kníže 1932–2004 | Manfred VIII. Collalto e San Salvatore, 7. kníže 1932–2004 | Manfred VIII. Collalto e San Salvatore, 7. kníže 1932–2004 | Manfred VIII. Collalto e San Salvatore, 7. kníže 1932–2004 | Manfred VIII. Collalto e San Salvatore, 7. kníže 1932–2004 | Manfred VIII. Collalto e San Salvatore, 7. kníže 1932–2004 |                                                           |                                                           | Maria de la Trinidad Castillo y Moreno 1937–?             | Maria de la Trinidad Castillo y Moreno 1937–?             | Maria de la Trinidad Castillo y Moreno 1937–? | Maria de la Trinidad Castillo y Moreno 1937–? | Maria de la Trinidad Castillo y Moreno 1937–?         | Maria de la Trinidad Castillo y Moreno 1937–?         |                                                       |                                                       |                                                           |                                                           |                                                           |                                                           | Cecilie Marie-Therese Collalto e San Salvatore 1941–2015  | Cecilie Marie-Therese Collalto e San Salvatore 1941–2015  | Cecilie Marie-Therese Collalto e San Salvatore 1941–2015 | Cecilie Marie-Therese Collalto e San Salvatore 1941–2015 | Cecilie Marie-Therese Collalto e San Salvatore 1941–2015 | Cecilie Marie-Therese Collalto e San Salvatore 1941–2015 |                                                        |                                                        | Alberto Falck 1938–2003                                | Alberto Falck 1938–2003                                | Alberto Falck 1938–2003 | Alberto Falck 1938–2003 | Alberto Falck 1938–2003                                   | Alberto Falck 1938–2003                                   |                                                           |                                                           |                                                           |                                                           |  |  |                                   |                                   |                                   |                                   |                                   |                                   |  |  |
|                                                       |                                                       |                                                       |                                                       |                                                                      |                                                                      |                                                                      |                                                                      |                                                                      |                                                                      |                                                             |                                                             | Alexandra Thekla Collalto e San Salvatore 1930–1996         | Alexandra Thekla Collalto e San Salvatore 1930–1996         | Alexandra Thekla Collalto e San Salvatore 1930–1996   | Alexandra Thekla Collalto e San Salvatore 1930–1996   | Alexandra Thekla Collalto e San Salvatore 1930–1996    | Alexandra Thekla Collalto e San Salvatore 1930–1996    |                                                        |                                                        | Rinaldo dei Baroni Casana 1917–1975                    | Rinaldo dei Baroni Casana 1917–1975                    | Rinaldo dei Baroni Casana 1917–1975                    | Rinaldo dei Baroni Casana 1917–1975                    | Rinaldo dei Baroni Casana 1917–1975                    | Rinaldo dei Baroni Casana 1917–1975                    |                                                      |                                                      |                                                      |                                                      |                                           |                                           | Manfred VIII. Collalto e San Salvatore, 7. kníže 1932–2004 | Manfred VIII. Collalto e San Salvatore, 7. kníže 1932–2004 | Manfred VIII. Collalto e San Salvatore, 7. kníže 1932–2004 | Manfred VIII. Collalto e San Salvatore, 7. kníže 1932–2004 | Manfred VIII. Collalto e San Salvatore, 7. kníže 1932–2004 | Manfred VIII. Collalto e San Salvatore, 7. kníže 1932–2004 |                                                           |                                                           | Maria de la Trinidad Castillo y Moreno 1937–?             | Maria de la Trinidad Castillo y Moreno 1937–?             | Maria de la Trinidad Castillo y Moreno 1937–? | Maria de la Trinidad Castillo y Moreno 1937–? | Maria de la Trinidad Castillo y Moreno 1937–?         | Maria de la Trinidad Castillo y Moreno 1937–?         |                                                       |                                                       |                                                           |                                                           |                                                           |                                                           | Cecilie Marie-Therese Collalto e San Salvatore 1941–2015  | Cecilie Marie-Therese Collalto e San Salvatore 1941–2015  | Cecilie Marie-Therese Collalto e San Salvatore 1941–2015 | Cecilie Marie-Therese Collalto e San Salvatore 1941–2015 | Cecilie Marie-Therese Collalto e San Salvatore 1941–2015 | Cecilie Marie-Therese Collalto e San Salvatore 1941–2015 |                                                        |                                                        | Alberto Falck 1938–2003                                | Alberto Falck 1938–2003                                | Alberto Falck 1938–2003 | Alberto Falck 1938–2003 | Alberto Falck 1938–2003                                   | Alberto Falck 1938–2003                                   |                                                           |                                                           |                                                           |                                                           |  |  |                                   |                                   |                                   |                                   |                                   |                                   |  |  |